# 브레넌 브라운
브레넌 브라운(Brennan Brown, 1968년 11월 23일 ~ )은 미국의 배우이다.
로스앤젤레스에서 태어났다.

## 출연 작품

### 영화
- Turn the River (2007) - 랜돌프 역
- 로스트 걸: 잃어버린 딸 (2007, The Girl in the Park)
- 스테이트 오브 플레이 (2009) - 앤드루 펠 역
- 필립 모리스 (2009)
- 디태치먼트 (2011) - 그레그 레이먼드 역
- Occult (2015)
- 포커스 (2015) - 호스트 역
- 더 울프 아워 (2018) - 핸스 역

### 텔레비전
- 로앤오더: 성범죄 전담반 (2000-01)
- 로앤오더: 범죄 전담반 (2001-09)
- 존 애덤스 (2008)
- 어글리 베티 (2009)
- 아가사 크리스티: 미스 마플 (2010) - 거울 살인 사건 편
- 퍼슨 오브 인터레스트 (2012-13)
- 높은 성의 사나이 (2015-19)
- 시카고 메드 (2015-현재)